# Sky Atlantic (Regno Unito e Irlanda)
Sky Atlantic è un'emittente televisiva britannica edita da Sky UK. Il canale è stato lanciato a febbraio 2011, poi arrivato in Italia nel 2014.
Fino al 2010 si chiamava Channel One.

## Storia
Creato nel 2011 da Sky UK, Sky Atlantic è il canale di serie TV che include le Sky Originals e Le serie HBO. Ad aprile 2020 il canale rinnova il suo logo.

## Palinsesto

### Serie televisive
- Britannia
- Camping
- The End
- Fortitude
- Gangs of London
- I Hate Suzie
- Hit & Miss
- The Last Panthers
- Little Birds
- Hunderby
- Mr. Sloane
- Penny Dreadful
- Riviera
- Sally4Ever
- Save Me
- Tin Star
- The Tunnel

### Miniserie televisive
- Catherine the Great
- Chernobyl
- Patrick Melrose
- The Third Day